# L'Affaire
L'Affaire is een computerspel dat werd ontwikkeld en uitgegeven door Infogrames. Het spel kwam in 1986 uit voor DOS en de MSX. Een jaar later volgde een uitgave voor de Atari ST.

## Spel
De speler speelt Raymond Pardon die zijn vrouw Mylène moet vinden. Hij raakte haar kwijt nadat hij zes jaar in de gevangenis had gezeten. Om haar terug te vinden moet hij in zeven Europese steden onderzoek doen, te weten: Barcelona, Parijs, Cannes, Rome, Amsterdam, Hamburg en Londen. Tijdens het onderzoek kunnen sommige voorwerpen worden meegenomen. Aan de cursor is te zien of interactie met de omgeving mogelijk is. De speler kan met personen praten om aan waardevolle informatie te komen. Het spel kan gespeeld worden in de talen Frans, Duits, Engels, Italiaans, Nederlands en Spaans.

## Platforms
- Atari ST (1987)
- DOS (1986)
- MSX (1986)